# Église Saint-Jacques du Plessis-Grammoire
L'église Saint-Jacques est une église située au Plessis-Grammoire, en France.

## Localisation
L'église est située dans le département français de Maine-et-Loire, sur la commune du Plessis-Grammoire.

## Historique
L'édifice est classé au titre des monuments historiques en 1922.